# Tone Wieten
Tone Wieten (ur. 17 marca 1994 r.) – holenderski wioślarz, brązowy medalista igrzysk olimpijskich, mistrz świata, Europy.

## Igrzyska olimpijskie
Na igrzyskach zadebiutował w 2016 roku w Rio de Janeiro. W eliminacjach ósemek zajął drugie miejsce, co pozwoliło awansować do repasaży. Tam dopłynął do mety na drugiej pozycji, dającej możliwość wystąpienia w finale. W ostatnim podejściu zajął trzecie miejsce, zdobywając brązowy medal. W składzie osady znaleźli się także: Dirk Uittenbogaard, Boaz Meylink, Kaj Hendriks, Boudewijn Röell, Olivier Siegelaar, Mechiel Versluis, Robert Lücken i Peter Wiersum jako sternik.